# Приймак Богдан Михайлович
Богдан Михайлович Приймак (15 липня 1948, с. Данилівці — 12 грудня 2016, м. Тернопіль) — український фотожурналіст. Член НСЖУ (1981). Заслужений журналіст України (2001). Лауреат міжнародних та всеукраїнських фотоконкурсів. Батько Юрія Приймака.

## Життєпис

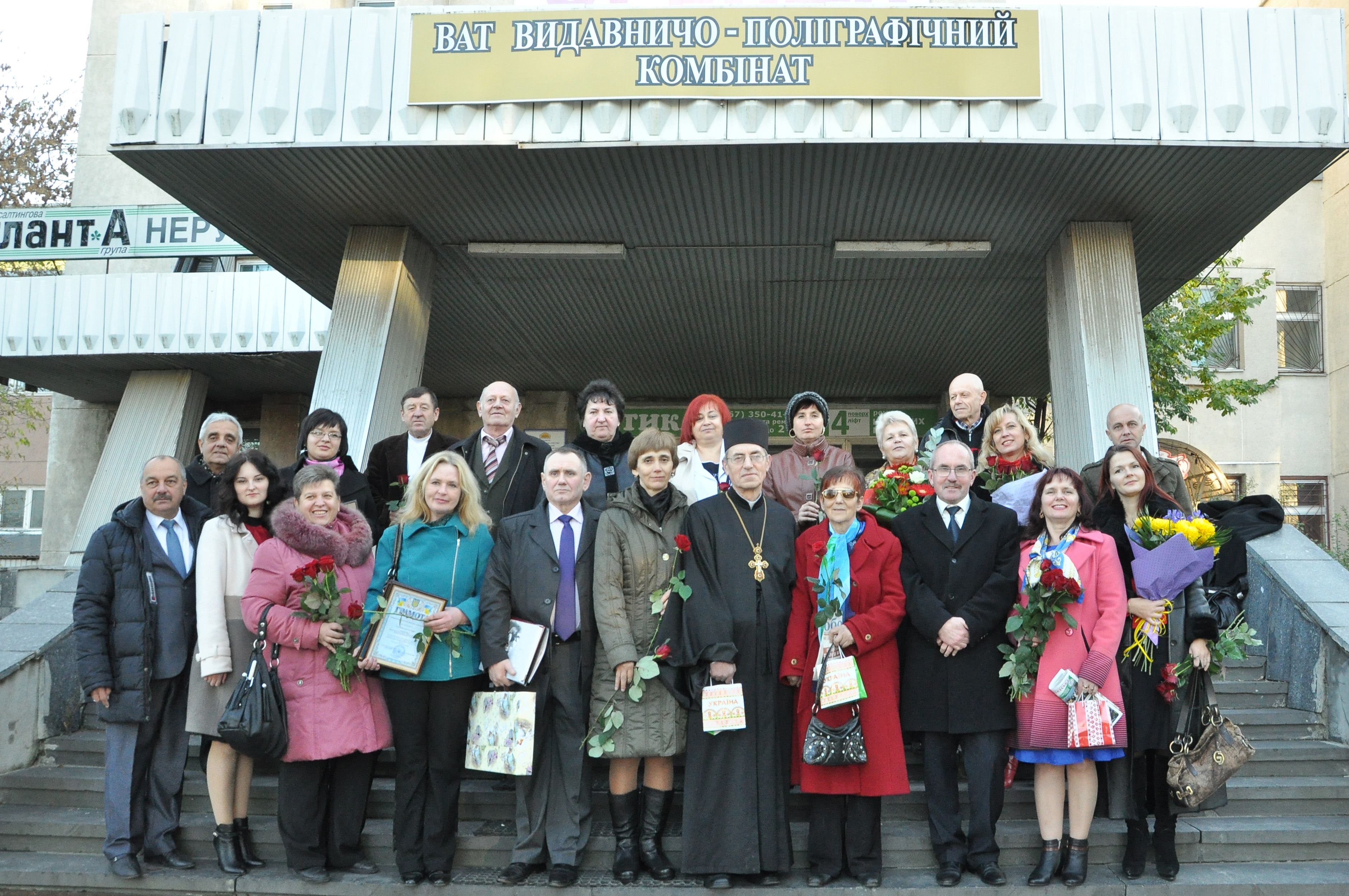
Колектив газети «Свобода» в день святкування 25-річчя (28.10.2015)

Богдан Михайлович Приймак народився 15 липня 1948 року в селі Данилівцях (нині Тернопільського району Тернопільської області (тоді УРСР, нині —Україна).
Від 1972 навчався на факультеті журналістики Львівського університету (нині національний університет).
30 років працював у редакції газети «Ровесник», «Західна Україна»; очолював відділ фотоілюстрації газети «Свобода».
Помер 12 грудня 2016 року в м. Тернополі.

## Доробок
Автор багатьох світлин в українській і закордонній періодиці; учасник виставок художньої фотографії.
Проілюстрував
- фотоальбом «Тернопіль» (1979),
- краєзнавчі дослідження «Галицький футбол» (1995), «Футбол Тернопілля» (2002),
- історико-краєзнавчий нарис Б. Новосядлого «Буцнів. Екскурс у минуле на хвилях любові» (2006),
- книги Л. Овсянної «Я вже не усміхнуся так…» (2004), Д. Теличина «Троянда на снігу» (2006) та інші видання.

Персональна виставка в Тернопільському обласному краєзнавчому музеї (2009).